# Marromeu

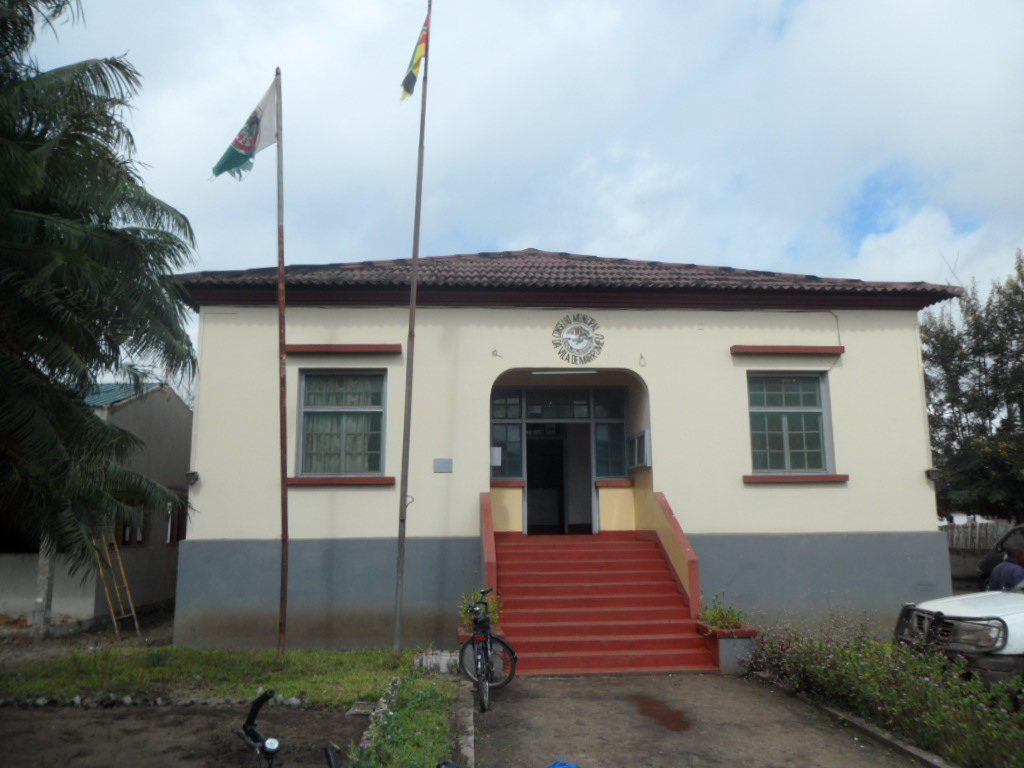
Edifício do Conselho Municipal de Marromeu, em 2013.

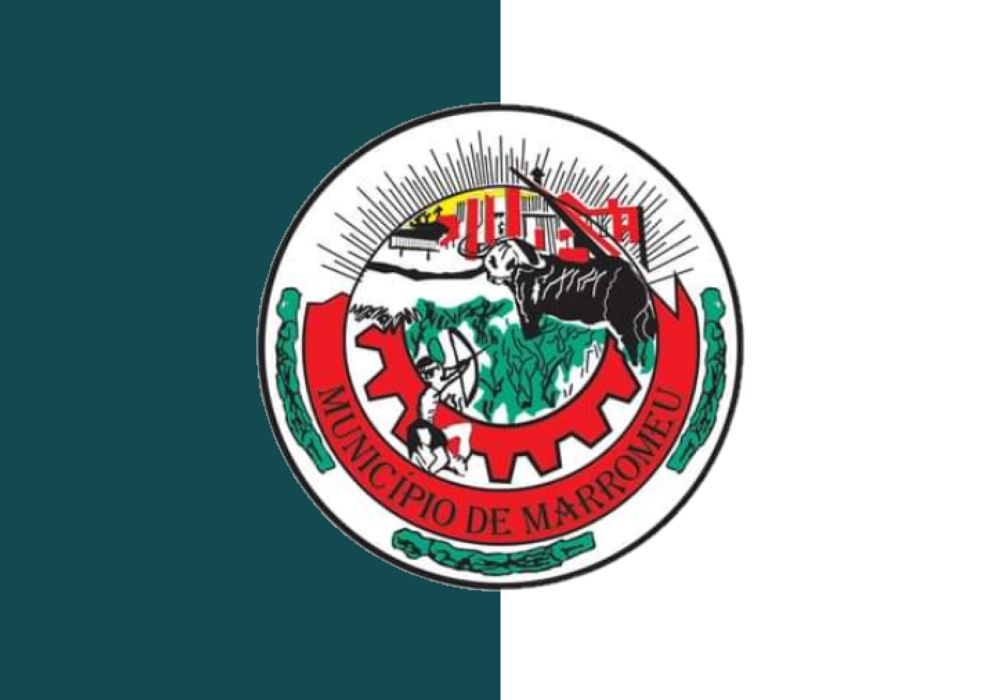
Bandeira

Marromeu é uma vila municipal da província moçambicana de Sofala, localizada na margem sul do rio Zambeze e sede do distrito do mesmo nome. A vila de Marromeu é um município com governo local eleito. O município tem uma área de 144 km² e uma população de 39 409 habitantes em 2007. Está dividido em sete bairros municipais:
- Kenneth Kaunda;
- Joaquim Chissano;
- Mateus Sansão Mutemba;
- Samora Machel;
- 1 de Maio;
- 10 de Agosto;
- 7 de Abril.

A norte limita-se com a Província da Zambézia, a sul com a área de Migugune, a leste Posto Administrativo de Malinga-Panse e a oeste com o Posto Administrativo de Chupanga. 

## História
O nome Marromeu deriva de "marro", palavra que significa terras baixas, lodo ou matope em língua Sena. A povoação foi estabelecida por ordem da Companhia de Moçambique em 1904 (Ordem nº2411/04, de 18 de Janeiro).

## Economia
A sua economia é dependente da cultura da cana de açúcar realizada pela Companhia de Sena.

## Infraestrutura

### Transportes
A vila é servida pela rodovia N283, que a liga a Caia e à N1.
Outra facilidade logística importante é um ramal ferroviário de 88kms (Inhamitanga-Marromeu) da Linha de Sena, que a conecta ao porto da Beira, de onde pode escoar sua produção agrícola.
A vila ainda dispõe de uma aeródromo, o Aeródromo de Marromeu.

### Educação
Marromeu dispõe da unidade de pesquisa permanente Centro de Estudos de Doenças Tropicais e Biodiversidade (CEDBT), vinculada à Universidade Zambeze, principal instituição superior da localidade.